# Brachoria ligula
Brachoria ligula är en mångfotingart som beskrevs av Keeton 1959. Brachoria ligula ingår i släktet Brachoria och familjen Xystodesmidae. Inga underarter finns listade i Catalogue of Life.